# 땡큐 포 스모킹
《땡큐 포 스모킹》(영어: Thank You for Smoking)은 미국에서 제작된 제이슨 라이트먼 감독의 2005년 풍자 블랙 코미디 영화이다. 에런 엑하트 등이 출연하였고, 데이비드 O. 색스 등이 제작에 참여하였다.
이 영화는 2006년 3월 17일 제한 개봉되었으며 4월 14일 와이드 릴리스되었다. 2006년 10월 3일 미국에서, 2007년 1월 8일 영국에서 DVD로 출시되었다.
대본, 유머, 주제, 엑하트의 연기를 중심으로 평단으로부터 좋은 평가를 받았다. 2007년 제64회 골든 글로브상에서 뮤지컬·코미디 부문 작품상과 뮤지컬·코미디 부문 남우 주연상 후보에 올랐다.

## 줄거리
수완이 좋은 대형 담배 회사 수석 대변인 닉은 담배에 함유된 유해 물질을 변호하는 가운데 12살 아들에게 좋은 롤모델도 되어야 하는 난처한 모순에 빠진다. 엎친 데 덮친 격으로 닉의 숙적인 상원 의원이 담배 포장지에 해골과 대퇴골 그림을 포함한 경고 문구를 부착해 독극물임을 표시하는 법안을 상정한다.

## 출연진
- 에런 엑하트
- 캐머런 브라이트
- 케이티 홈스
- 마리아 벨로
- 데이비드 케크너
- 윌리엄 H. 메이시
- 로버트 듀발
- J. K. 시먼스
- 메리앤 멀럴라일리
- 킴 디킨스
- 롭 로
- 애덤 브로디
- 샘 엘리엇
- 토드 루아이조
- 데니스 밀러
- 멀로라 하딘

## 기타 제작진
- 공동 제작: 대니얼 브런트, 민디 마린, 마이클 R. 뉴먼
- 배역: 민디 마린
- 미술: 스티브 새클래드
- 의상: 대니 글리커